# Zoölogische nomenclatuur
De zoölogische nomenclatuur is de formele, dat wil zeggen wetenschappelijke, naamgeving van dieren en andere organismen die als dier worden beschouwd. De naamgeving wordt geregeld in de International Code of Zoological Nomenclature (ICZN).

## International Code of Zoological Nomenclature
De International Code of Zoological Nomenclature wordt uitgegeven onder verantwoordelijkheid van de International Commission on Zoological Nomenclature en (indirect) geaccordeerd door de Verenigde Naties. 
De eerste editie werd uitgegeven in 1961 (daarvoor golden er ook al regels, die al dan niet dezelfde naam hadden). De vierde editie trad op 1 januari 2000 in werking; sindsdien zijn diverse amendementen doorgevoerd. Een aanmerkelijk herziene vijfde editie is in voorbereiding.

## Namen van dieren
De International Code of Zoological Nomenclature regelt de formele namen van dieren. Deze wetenschappelijke namen worden over de hele wereld gebruikt. Een belangrijk verschil tussen een wetenschappelijke naam en een lokale naam is dat een dier meerdere lokale namen, zelfs in dezelfde taal, kan hebben, die alle door elkaar gebruikt worden. De Nederlandse namen "kokmeeuw" en "kapmeeuw" zijn beide namen voor Chroicocephalus ridibundus. Een dier heeft maar één correcte wetenschappelijke naam, ofschoon welke naam correct is verschillen kan met de taxonomische opvatting van de schrijver.
De gedomesticeerde hond wordt bijvoorbeeld verondersteld af te stammen van de wolf. Wanneer de opvatting wordt gehuldigd dat de hond inmiddels een andere soort is dan de wolf, dan is de correcte naam Canis familiaris  Linnaeus, 1758, de naam die Carl Linnaeus aan de hond gaf in Systema naturae, ed. 10, p.38. Is de opvatting echter dat de hond een ondersoort is van de wolf, dan is de correcte naam Canis lupus familiaris Linnaeus, 1758. De discussie of de hond een soort is of een ondersoort maakt geen deel uit van het vakgebied van de nomenclatuur, maar valt onder de taxonomie.

### Grieks of Latijn
Meestal zijn de namen van soorten Grieks of Latijn of gelatiniseerde versies van namen en vaak geven ze een opvallend kenmerk van de soort aan: felis is Latijn voor kat, en in Coccinella septempunctata betekent septempunctata 'met zeven stippen' (wat voor het zevenstippelig lieveheersbeestje voor de hand ligt). Namen hoeven niet naar een eigenschap van een dier te verwijzen: Dicrotendipes thanatogratus is een mugje dat naar de popgroep 'The Grateful Dead' is genoemd (Grieks "thanatos", dood, en Latijn "gratus", grateful). De keuze van de naam is het voorrecht van degene die de naam formeel publiceert.

### Prioriteit
Wanneer meerdere namen worden gepubliceerd voor wat uiteindelijk één taxon blijkt te zijn, wordt alleen de eerst gepubliceerde naam als de geldige naam geaccepteerd. Dit wordt de prioriteitsregel genoemd. De later gepubliceerde namen worden aangemerkt als zogenaamde junior synoniemen.
Er zijn wel uitzonderingen op deze regel mogelijk. Indien een taxon gedurende lange tijd onder een naam bekend is geraakt terwijl er een ouder, meestal onopgemerkt gebleven, synoniem bestaat, kan de International Commission on Zoological Nomenclature na een daartoe gedaan verzoek te hebben ontvangen, besluiten om de oudste naam te onderdrukken, zodat het taxon bij de ingeburgerde naam genoemd kan blijven worden.

### Herindeling
Het komt voor dat soorten op grond van nieuwe inzichten in een ander geslacht worden geplaatst en dan van naam veranderen. Zo kan een geslacht bij nader inzien in meerdere nieuwe geslachten moeten worden gesplitst, of kunnen geslachten worden verenigd. De kokmeeuw werd lange tijd in het geslacht Larus ingedeeld, als Larus ridibundus Linnaeus, 1766. In 2005 gepubliceerd moleculair onderzoek maakt aannemelijk dat het geslacht Larus niet monophyletisch is, zodat het in meerdere geslachten is opgedeeld. De kokmeeuw is daarbij geplaatst in het geslacht Chroicocephalus, onder de naam Chroicocephalus ridibundus (Linnaeus, 1766).
Bij plaatsing in een ander genus blijft de soortnaam ongewijzigd (op eventueel de uitgang na als het grammaticale geslacht van de naam van het nieuwe genus verschilt van dat van de naam van het oude), tenzij er in dat genus al een andere soort bestaat met die naam, dan moet ook de soortnaam worden gewijzigd. Zijn er al één of meer alternatieve soortnamen beschikbaar van (een) andere beschrijver(s), dan komt de oudste daarvan het eerst in aanmerking.

### Auteur
In zoölogische literatuur wordt vaak de naam van de naamgevende auteur, vaak met het jaartal van publicatie, achter de naam gezet: Dicrotendipes thanatogratus Epler, 1987. Indien het taxon later naar een ander geslacht verhuist, dan komt deze auteurscitatie tussen haakjes te staan: (Epler, 1987).

### Type
Een type dient om de formele zoölogische naam te verankeren aan een taxon. De naam Nessiteras rhombopteryx (monster van Loch Ness) bestaat niet (als formele naam) omdat de beschrijving niet gepaard ging met een type (één of meer exemplaren).

## Namen van planten
De regels voor de zoölogische nomenclatuur zijn onafhankelijk van die voor de botanische nomenclatuur, al zijn er overeenkomsten, vooral in de algemene uitgangspunten en in de eindresultaten: beide systemen leveren tweedelige namen op voor soorten, en hebben regels voor prioriteit van namen. 
Ook de terminologie verschilt: zo gebruikt de ICZN bijvoorbeeld het woord "valid" ("geldig") in "valid name" voor "correcte naam"; de ICNafp gebruikt voor de correcte naam de term "correct name". Waar de ICNafp de term "validly published name" ("geldig gepubliceerde naam") gebruikt, wordt in de ICZN "available name" ("beschikbare naam") gebruikt.